# Arctic Monkeys
Arctic Monkeys – brytyjski zespół muzyczny wykonujący rock alternatywny, indie rock i post-punk. Powstał w 2002 roku na przedmieściach Sheffield – High Green.

## Kariera
Na listy przebojów Arctic Monkeys trafili w 2005 roku dzięki singlom Leave Before The Lights Come On (2006), I Bet You Look Good on the Dancefloor (2005) oraz When the Sun Goes Down (2006).
Na początku 2006 roku zespół wydał debiutancki album Whatever People Say I Am, That’s What I’m Not, który stał się najszybciej sprzedawanym debiutanckim albumem w historii brytyjskiego rynku muzycznego. Otrzymał on nagrodę Mercury Prize oraz nagrody BRIT dla najlepszego zespołu brytyjskiego i za najlepszy album brytyjski 2007 roku.
Kolejny album został wydany na początku 2007 roku pod tytułem Favourite Worst Nightmare również okazał się dużym sukcesem. Album ten został także nominowany do Mercury Prize w 2007 roku.
W 2009 roku Arctic Monkeys wydali trzecią płytę, nazwaną Humbug.
6 czerwca 2011 roku została wydana płyta Suck It and See.
9 września 2013 roku wydany został piąty album studyjny grupy, AM. Płyta zebrała pozytywne recenzje krytyków muzycznych oraz przyniosła Arctic Monkeys trzecią nominację do Mercury Prize. Album debiutował na szczycie UK Albums Chart, dzięki czemu Arctic Monkeys pobili rekord, stając się pierwszym w historii zespołem wydawanym przez niezależną wytwórnię, którego pięć albumów znalazło się na pierwszym miejscu tej listy.
11 maja 2018 zespół wydał szósty album studyjny, Tranquility Base Hotel & Casino, który zyskał nominację do Nagrody Grammy w 2019 roku w kategorii "Najlepszy alternatywny album muzyczny".
W październiku 2022 zespół wydał siódmy album studyjny, The Car. 

## Członkowie zespołu
|  | - Alex Turner – wokal główny, gitara, instr. klawiszowe (od 2002) - Matt Helders – perkusja, wokal i wspólny wokal (od 2002) - Jamie Cook – gitara (od 2002), instrumenty klawiszowe (od 2018), chórki wspomagające (2002-2006) - Nick O’Malley – bas, chórki (od 2006) - Andy Nicholson – bas, chórki (2002 – 2006) | - Tom Rowley – instrumenty klawiszowe, gitara, perkusja, chórki (od 2013) - Davey Latter – perkusja (od 2013) - Scott Gillies – gitara akustyczna (od 2013) - Tyler Parkford – instrumenty klawiszowe, chórki wspomagające (od 2018) - John Ashton – instrumenty klawiszowe, gitara, perkusja, chórki (2009–2012) - Bill Ryder-Jones – gitara, instrumenty klawiszowe (2013) - Cam Avery – instrumenty klawiszowe, gitara akustyczna, chórki wspomagające (2018) |

## Dyskografia
Albumy studyjne
- Whatever People Say I Am, That’s What I’m Not (2006)
- Favourite Worst Nightmare (2007)
- Humbug (2009)
- Suck It and See (2011)
- AM (2013)
- Tranquility Base Hotel & Casino (2018)
- The Car (2022)